# Банана (Австралия)
Банана (англ. Banana) — небольшой город в Центральном Квинсленде, Австралия. Входит в состав графства Банана. Город расположен на пересечении шоссе Доусон и Лейхгардт, в 46 километрах к западу от административного центра графства, города Билоила.
Город Банана получил своё название в начале 60-х годов XIX века. Оно произошло от клички старого серо-коричневого рабочего вола, звавшегося Банан (Banana) и помогавшего местным скотоводам пасти стада.
Во времена золотой лихорадки в Кануне, золото было найдено и в Бананас-Галли (так тогда называлась эта местность), а вскоре возникло поселение, насчитывавшее не менее 2000 жителей.
Почтовое отделение открылось 1 сентября 1861 года.
Производство говядины является основным занятием жителей города и района, наряду с добычей угля и сельским хозяйством.